# Middelfart Boldklub
Middelfart Boldklub är en dansk fotbollsklubb som för tillfället spelar i Danska Division 2 Väst. De spelar sina hemmamatcher på Middelfart Stadion i Middelfart på Fyn, som har en publikkapacitet på 4000 åskådare. Här började Christian Eriksen sparka boll.